# Futebol em Guadalupe
O futebol em Guadalupe, um departamento de ultramar da França situado no Caribe, é sancionado pela Liga Guadalupense de Futebol, fundada em 1958 e afiliada à CONCACAF desde 2013, mas não é membro da FIFA.

## Futebol internacional
A Seleção Guadalupense de Futebol disputou seu primeiro jogo oficial em 1934, perdendo para a Martinica por 6 a 0. Sua maior goleada foi um 13 a 0 sobre Saint-Pierre e Miquelon (seleção também não-filiada à FIFA e também não é filiada à CONCACAF), em setembro de 2012, enquanto as maiores derrotas da equipe foram por 6 gols de diferença, 2 delas para Martinica: a citada derrota por 6 a 0 em 1934 e 8 a 2 em 1975, além de um 6 a 0 para Curaçao, em 2018. 
Sua primeira participação oficial em competições foi na fase qualificatória da Copa Ouro da CONCACAF de 1991, não conseguindo a classificação, assim como nas eliminatórias para as edições de 1993 e 1996. Em 2007, disputou a competição pela primeira vez em sua história; tendo como seu principal jogador o lateral Jocelyn Angloma (defendeu a França em 36 partidas e jogou as Eurocopas de 1992 e 1996), que virou o articulador de jogadas do time. Guadalupe surpreendeu ao chegar até as semifinais da Copa Ouro, caindo apenas na semifinal para o México. Angloma foi o artilheiro da seleção, com 2 gols. 
Guadalupe ainda jogou a competição em 2009 (quartas de final) e 2011 (primeira fase), não voltando a conquistar a vaga desde então. Outras competições com participação do território são a Coupe de l'Outre-Mer (disputada pelos territórios ultramarinos da França, onde ficou em terceiro lugar nas 3 edições que disputou), a Liga das Nações da CONCACAF e a Copa do Caribe.
O zagueiro Jean-Luc Lambourde é o jogador que mais defendeu Guadalupe, com 60 partidas entre 2002 e 2017, enquanto Dominique Mocka, com 37 gols entre 2007 e 2012, é o maior artilheiro da seleção.

## Clubes de futebol
O Campeonato Guadalupano de Futebol é a principal competição futebolística do território, juntamente com a Copa nacional. O maior vencedor é o CS Moulien, com 12 títulos